# Thorkild Jacobsen
Thorkild Jacobsen (ur. 7 czerwca 1904 w Kopenhadze, zm. 2 maja 1993) – duński i amerykański asyrolog, w szczególności zainteresowany literaturą w języku sumeryjskim.
Otrzymał tytuł magistra (MA) na Uniwersytecie w Kopenhadze, a następnie przeniósł się do Instytutu Orientalistycznego Uniwersytetu w Chicago, gdzie uzyskał  doktorat. Brał udział w ekspedycji Instytutu Orientalistycznego do Iraku (1929-1937), a w 1946 został mianowany dyrektorem tego instytutu. W roku 1944 – otrzymał amerykańskie obywatelstwo. W 1962 został profesorem asyrologii na Uniwersytecie Harvarda i pozostał tam do emerytury w 1974 roku.

## Wybrane prace
- The Sumerian King List (Sumeryjska lista królów; redakcja), Oriental Institute of the University of Chicago, „Assyriological Studies”,  nr. 11/1939
- Towards the Image of Tammuz and Other Essays in Mesopotamian History and Culture, pod redakcją Williama L. Morana, Cambridge 1970
- The Treasures of Darkness, 1976
- The Harps that Once... Sumerian Poetry in Translation, 1987

## Nagrody
- Nagroda Guggenheima w Studiach Bliskowschodnich w 1968 roku.